# Morti nel 1038
| Questa pagina contiene informazioni ricavate automaticamente dalle voci biografiche con l'ausilio del template Bio e di un bot. L'aggiornamento è periodico e automatico e ricostruisce completamente la pagina. Se manca una persona in questa lista, sei pregato di non aggiungerla, ma accertati piuttosto che la sua voce biografica contenga il template Bio e che i dati anagrafici siano correttamente compilati. Se il template Bio manca, inseriscilo tu stesso o, in alternativa, metti l'avviso {{tmp\|Bio}} che ne segnala la mancanza. Se i dati riportati sono sbagliati, correggi direttamente la voce biografica; le modifiche saranno visibili in questa lista entro pochi giorni. Per chiarimenti vedi il progetto biografie. La lista contiene solo le 22 persone che sono citate nell'enciclopedia e per le quali è stato implementato correttamente il template Bio. Pagina aggiornata al 18 mag 2025. |

- 23 aprile - Liudolfo di Frisia, nobile tedesco
- 4 maggio - Gottardo di Hildesheim, vescovo e santo tedesco (n. 960)
- 19 maggio - Troian di Bulgaria, principe bulgaro
- 6 luglio - Ōnakatomi no Sukechika, poeta giapponese (n. 954)
- 18 luglio - Gunilde di Danimarca, nobile danese
- 15 agosto - Stefano I d'Ungheria, re
- 12 ottobre - Ermengol II di Urgell, conte (n. 1009)
- 1º novembre - Ermanno I di Meißen, nobile tedesco (n. 980)
- 3 dicembre - Emma di Lesum, nobile tedesca
- 5 dicembre - Lucido di Aquara, religioso italiano
- 15 dicembre - Guglielmo VI di Aquitania, nobile (n. 1004)
- Ealdred II di Bernicia, sovrano anglosassone
- Enrico I di Lovanio, nobile fiammingo
- Ethelnoth, arcivescovo anglosassone
- Ermanno IV di Svevia, nobile tedesco
- Gonnario Comita de Lacon-Gunale, re
- Urraca Gómez, nobile spagnola
- Zawi ibn Ziri, emiro berbero
- Abu Mansur al-Tha'alibi, scrittore persiano (n. 961)
- Abd Allah ibn Hákam, re
- Múndir II, re
- Habus ibn Maksan, sultano